# Episodi di Cinque in famiglia (quarta stagione)
La quarta stagione della serie televisiva Cinque in famiglia, composta da 24 episodi, è stata trasmessa per la prima volta negli Stati Uniti dal 17 settembre 1997 al 13 maggio 1998 su Fox.
In Italia, la stagione è stata trasmessa in prima visione dall'8 luglio 2001 all'11 maggio 2003. Dopo il primo episodio, trasmesso su Italia 1, la serie viene interrotta bruscamente per due anni. Riprenderà solo l'8 febbraio 2003 su Canale 5. Dal secondo episodio in poi la serie torna a chiamarsi Cinque in famiglia, abbandonando definitivamente il nome di Party of five.
In questa stagione, Jeremy London (interprete di Griffin Holbrook) passa dal cast ricorrente al cast principale.
| nº | Titolo originale                 | Titolo italiano            | Prima TV USA      | Prima TV Italia  |
| -- | -------------------------------- | -------------------------- | ----------------- | ---------------- |
| 1  | What a Drag                      | Il ritorno di Julia        | 17 settembre 1997 | 8 luglio 2001    |
| 2  | Past Imperfect                   | Errori di gioventù         | 24 settembre 1997 | 8 febbraio 2003  |
| 3  | Handicaps                        | Cercasi fidanzata          | 1º ottobre 1997   | 9 febbraio 2003  |
| 4  | Zap                              | Fratelli in amore          | 15 ottobre 1997   | 15 febbraio 2003 |
| 5  | Fight or Flight                  | Intrighi e tradimenti      | 22 ottobre 1997   | 16 febbraio 2003 |
| 6  | Immediate Family                 | Una serata indimenticabile | 29 ottobre 1997   | 22 febbraio 2003 |
| 7  | Positive Attitude                | Un tragico segreto         | 5 novembre 1997   | 23 febbraio 2003 |
| 8  | Sickness, Health/ Richer, Poorer | Di nuovo sposati           | 12 novembre 1997  | 1º marzo 2003    |
| 9  | Truth Be Told                    | Momento della verità       | 19 novembre 1997  | 2 marzo 2003     |
| 10 | Adjustments                      | Desiderio d'aiutare        | 3 dicembre 1997   | 8 marzo 2003     |
| 11 | S'Wunnerful Life                 | Il valore dell'amicizia    | 10 dicembre 1997  | 9 marzo 2003     |
| 12 | Empty Shoes                      | Sotto pressione            | 7 gennaio 1998    | 15 marzo 2003    |
| 13 | Parent Trap                      | Guai in famiglia           | 14 gennaio 1998   | 16 marzo 2003    |
| 14 | Of Human Bonding                 | Un posto nel cuore         | 21 gennaio 1998   | 22 marzo 2003    |
| 15 | Here and Now                     | Il futuro che non c'è      | 28 gennaio 1998   | 23 marzo 2003    |
| 16 | I Give Up                        | La depressione di Charlie  | 4 febbraio 1998   | 29 marzo 2003    |
| 17 | Of Sound Mind and Body           | Genitori in prestito       | 11 febbraio 1998  | 5 aprile 2003    |
| 18 | True or False                    | Lezioni di guida e di vita | 25 febbraio 1998  | 6 aprile 2003    |
| 19 | Go Away                          | Un salto nel passato       | 4 marzo 1998      | 13 aprile 2003   |
| 20 | Square One                       | Crisi di coppia            | 15 aprile 1998    | 14 aprile 2003   |
| 21 | Free and Clear                   | Una possibilità per Bailey | 22 aprile 1998    | 19 aprile 2003   |
| 22 | Opposites Distract               | Vado a vivere con Annie!   | 29 aprile 1998    | 20 aprile 2003   |
| 23 | Fools Rush In                    | Una visita inaspettata     | 6 maggio 1998     | 26 aprile 2003   |
| 24 | Fools Rush Out                   | Sorprese in famiglia       | 13 maggio 1998    | 27 aprile 2003   |

## Il ritorno di Julia
- Titolo originale: What a Drag
- Diretto da: Michael Engler
- Scritto da: Mark B. Perry

### Trama
Dopo aver trascorso tutta l'estate in Europa, Julia ha difficoltà ad adattarsi alla vita matrimoniale mentre va a vivere con Griffin. Nel frattempo, Claudia vuole essere popolare durante il suo primo giorno di liceo, quindi fa un provino per la squadra di cheerleader, ma le viene assegnato l'umiliante compito di mascotte. Il padre vendicativo di Sarah sporge denuncia per guida in stato di ebbrezza contro Bailey, per l'incidente che ha portato Sarah in ospedale, dopo che Bailey si rifiuta di rinunciare a stare con lei. Charlie scopre che Owen si traveste da donna e ne parla con l'insegnante di scuola materna di Owen, Jenny, e si ritrova attratto da lei.

## Errori di gioventù
- Titolo originale: Past Imperfect
- Diretto da: Ken Topolsky
- Scritto da: P.K. Simonds

### Trama
Griffin è infastidito quando il suo amico sessista della Marina mercantile, Schuyler, viene a trovarlo e diventa un peso sia per Griffin che per Julia. Claudia viene arrestata mentre curiosa nell'armadietto di Reed Isley, un giocatore di football che le piace e del quale sta cercando di attirare l'attenzione. Nel frattempo, Charlie è infastidito dalle voci di abusi sui minori che coinvolgono Jenny, quindi decide di non lasciare che Owen torni all'asilo. Bailey si prepara per il processo per guida in stato di ebbrezza, mentre Sarah decide di mentire sul banco dei testimoni per proteggerlo. Alla fine, Bailey decide di accettare un patteggiamento, con la sospensione della pena di tre anni e la revoca della patente di guida per un anno, che il procuratore distrettuale offre nonostante le proteste dei genitori di Sarah. I genitori di Sarah non si sentono in colpa per quello che hanno fatto a Bailey. Sarah decide di trasferirsi e restare con i Salinger finché non troverà il suo posto.
- Guest star: Michael Cudlitz (Schuyler).

## Cercasi fidanzata
- Titolo originale: Handicaps
- Diretto da: Lou Antonio
- Scritto da: Amy Lippman e Christopher Keyser

### Trama
Griffin inizia ad avere problemi finanziari all'officina, ma li tiene per sé per evitare di turbare Julia. Nel frattempo, Bailey e Sarah decidono di andare a vivere insieme, credendo che risolveranno i loro problemi dopo che lei è stata tagliata fuori dai suoi genitori e lui è stato inserito nella lista nera del mercato del lavoro a causa del suo patteggiamento in tribunale. Claudia diventa sempre più preoccupata di riuscire a distinguersi a scuola. Tutti gli appuntamenti di Charlie si rivelano un disastro.

## Fratelli in amore
- Titolo originale: Zap
- Diretto da: Eric Jewett
- Scritto da: Robin Green e Mitchell Burgess

### Trama
Julia ottiene un nuovo lavoro come curatrice di un museo e il suo nuovo capo, Daniel, fraintende le sue intenzioni e la bacia. Le dice che non sembra una donna sposata. Nel frattempo, Owen trova a Charlie la donna perfetta, Nina, che lavora come guardiana dello zoo. Bailey e Sarah si stabiliscono come coinquilini platonici e amministratori di condominio nel loro nuovo appartamento. Quasi immediatamente ricevono lamentele da un'inquilina arrabbiata di nome Annie, una madre single recentemente divorziata. Bailey scopre che anche Annie è un'alcolizzata in via di guarigione quando la incontra a una riunione degli Alcolisti Anonimi. Claudia continua a cercare di attirare l'attenzione di Reed.
- Guest star: Peter Krause (Daniel Musser).

## Intrighi e tradimenti
- Titolo originale: Fight or Flight
- Diretto da: Patrick R. Norris
- Scritto da: Julie Margaret Hogben

### Trama
La relazione tra Charlie e Nina subisce un rallentamento quando si rendono conto di avere visioni diverse del mondo. Nel frattempo, Bailey e Annie iniziano a legare e a parlare delle loro dipendenze mentre Sarah si sente sola ed esclusa. Griffin si rende conto che qualcosa non va in Julia e, dopo averla seguita sul posto di lavoro, trova Daniel che flirta con lei. Charlie è imbronciato perché il ristorante è stato chiuso per riparazioni.

## Una serata indimenticabile
- Titolo originale: Immediate Family
- Diretto da: Daniel Attias
- Scritto da: Mark B. Perry

### Trama
Seguendo il consiglio di Julia, Griffin cerca di legare con Charlie aiutandolo per la grande riapertura del ristorante. Charlie confessa a Nina che la ama. Nel frattempo, Bailey e Annie interrompono la loro breve relazione, su consiglio di entrambi gli sponsor degli Alcolisti Anonimi di non farsi coinvolgere, a causa della loro fragilità. Charlie affronta Kirsten, che torna in città e causa tensione con Nina. Altrove, Claudia trova a Reed un lavoro nell'officina di Griffin, ma Reed continua a rimanere ignaro del fatto che Claudia abbia una cotta per lui.

## Un tragico segreto
- Titolo originale: Positive Attitude
- Diretto da: Michael Engler
- Scritto da: P.K. Simonds

### Trama
La famiglia si prepara a organizzare una festa di matrimonio per Julia e Griffin. Griffin continua a nascondere a Julia la verità sui suoi problemi finanziari e decide di prendere in prestito un sacco di soldi da un "socio in affari" di nome Howie. Charlie crolla su un campo da squash e gli viene diagnosticato un linfoma. Decide di non dirlo a nessuno, ma poi racconta tutto a Kirsten. Charlie incontra anche il nuovo marito di Kirsten, Paul Thomas, uno stagista che lavora presso l'ospedale dove lavora anche Kirsten. Nel frattempo, Sarah decide di perdere la verginità con il suo nuovo fidanzato Elliot, ma il suo piano fallisce. A causa della decisione di Sarah, Bailey torna a letto con Annie.

## Di nuovo sposati
- Titolo originale: Sickness/Health, Richer/Poorer
- Diretto da: Rodman Flender
- Scritto da: Amy Lippman e Christopher Keyser

### Trama
Julia finalmente scopre i problemi finanziari di Griffin prima che rinnovino i loro voti nuziali. Nina non riesce ad affrontare il fatto che Charlie è malato, il che lo porta a rompere con lei. Nel frattempo, Bailey porta Annie e sua figlia di sette anni, Natalie, al matrimonio, ma la sua scelta di portare Natalie provoca un grosso disastro.

## Momento della verità
- Titolo originale: Truth Be Told
- Diretto da: Steven Robman
- Scritto da: Amy Lippman e Christopher Keyser

### Trama
Ora che conosce la verità sui loro problemi finanziari, Julia inizia a lavorare per risolvere il problema con Griffin, dopo che sono stati sfrattati dal loro appartamento e si sono trasferiti nel capannone accanto a casa Salinger. Nel frattempo, i parenti di Charlie faticano ad affrontare il fatto che Charlie è malato. Ognuno affronta la notizia a modo suo, con la preoccupazione di Claudia, l'insicurezza di Bailey e l'indifferenza di Julia, che portano Charlie a rivolgersi a Kirsten per avere supporto emotivo.

## Desiderio d'aiutare
- Titolo originale: Adjustments
- Diretto da: Vicki Jackson Lemay
- Scritto da: Robin Green e Mitchell Burgess

### Trama
Sarah convince Julia che ha bisogno di trovarsi un lavoro vero, ma il nuovo lavoro di Julia come stagista d'ufficio non contribuisce quasi per niente ad aiutare lei e Griffin. Dopo che la sua auto è stata rimossa perché parcheggiata illegalmente, Julia deve usare il suo stipendio settimanale per farsi restituire l'auto. Nel frattempo, l'orgoglioso Charlie non accetta l'aiuto che la sua famiglia gli offre dopo aver iniziato la radioterapia. Bailey fraintende le frustrazioni di Sarah nei confronti di Annie mentre fatica a trovare un nuovo lavoro. Claudia è furiosa nello scoprire che Julia e Griffin hanno licenziato Reed per risolvere i loro problemi finanziari.

## Il valore dell'amicizia
- Titolo originale: S'Wunnerful Life
- Diretto da: Jan Eliasberg
- Scritto da: Mark B. Perry

### Trama
Sarah e Bailey organizzano una festa di Natale nel loro appartamento, mentre Charlie decide di fare un lungo viaggio con Kirsten. Nel frattempo, Will fa visita a Bailey e si rende conto che lui e Bailey vivono in mondi totalmente diversi. Nel frattempo, Justin passa a trovare Julia che dipinge un bel quadro ispirato a lui.

## Sotto pressione
- Titolo originale: Empty Shoes
- Diretto da: Arvin Brown
- Scritto da: P.K. Simonds

### Trama
Charlie chiede aiuto per gestire la casa e il ristorante, dopo aver realizzato che la radioterapia lo ha indebolito troppo per permettergli di gestire tutto da solo. Bailey si rende conto che deve licenziare Julia dal ristorante perché è una pessima cameriera e una pessima casalinga. Claudia si rende conto che Reed non prova gli stessi sentimenti romantici che prova per lui. Sarah decide di costruire un set teatrale in miniatura come progetto universitario con un piccolo aiuto da parte di Charlie.

## Guai in famiglia
- Titolo originale: Parent Trap
- Diretto da: Kevin Inch
- Scritto da: Tammy Ader

### Trama
Stanchi di nascondere la loro relazione romantica con Natalie, Bailey e Annie decidono di dirle la verità, ma lei non la prende molto bene. Nel frattempo, Reed racconta finalmente a Claudia la dura verità per convincerla che non è il suo ragazzo e che non è interessato a lei. La relazione tra Julia e Griffin peggiora a causa dei loro orari di lavoro separati e della continua sfortuna di Griffin nella gestione dell'offiicina. Spinto da un'inaspettata eruzione cutanea persistente causata dagli effetti collaterali delle radiazioni, Charlie decide di provare un nuovo medicinale a base di erbe fornito da Kirsten.
- Guest star Lauren Dahl (Dee Dee), Tamara Braun (Marcy).

## Un posto nel cuore
- Titolo originale: Of Human Bonding
- Diretto da: Brian Mertes
- Scritto da: Robin Green, Mitchell Burgess e Julie Margaret Hogben

### Trama
Charlie incontra un altro malato di cancro di nome Kevin, che lo ispira a vivere la vita al massimo, e lui cambia il suo comportamento. Julia trascorre del tempo con Jeanie, una donna con cui lavora, ed entrambe parlano dei loro matrimoni travagliati. Nel frattempo, Bailey vuole legare con la figlia di Annie, Natalie, nonostante la giovane non voglia avere niente a che fare con lui. Sarah ha problemi con il suo fidanzato Elliot, che potrebbe aver perso interesse per lei. Alla fine, Julia è sorpresa quando scopre che Jeanie ha lasciato suo marito.

## Il futuro che non c'è
- Titolo originale: Here and Now
- Diretto da: Daniel Attias
- Scritto da: Mark B. Perry

### Trama
La gioiosa reazione di Kevin quando scopre di essere guarito dal cancro non calma le paure di Charlie, che teme di non riuscire più a guarire proprio per la miracolosa guarigione di Kevin. Nel frattempo, Julia e Griffin si rendono finalmente conto che stanno investendo denaro in un'attività destinata al fallimento, dopo aver messo insieme i soldi per produrre uno spot televisivo per l'officina che si rivela un flop. Sarah è convinta che morirà vergine, finché Elliot non fa coming out con Bailey. Claudia ha difficoltà a completare un compito scolastico su una capsula del tempo che le impone di guardare al futuro.

## La depressione di Charlie
- Titolo originale: I Give Up
- Diretto da: Ken Topolsky
- Scritto da: P.K. Simonds

### Trama
Griffin mette in vendita il negozio e l'unica interessata ad acquistarlo è la sua rivale in affari. Non avendo altra scelta decide di venderlo a lei. Lui e Julia ora sono senza debiti. La nuova proprietaria, Rosalie, gli offre un lavoro al negozio, che lui rifiuta finché Julia non lo convince ad accettare. Nel frattempo, Charlie ha la polmonite ed è tornato in ospedale. Migliora, ma è troppo depresso per sentirsi bene. Tutti sono preoccupati per lui, inclusa Kirsten. Decide di fare testamento per ogni evenienza. Bailey, sopraffatto dalle responsabilità di gestire il ristorante e andare a scuola, decide di abbandonare il college per poter affrontare tutto. Paul dice a Kirsten che sospetta che sia ancora innamorata di Charlie. Altrove, Claudia inizia a saltare la scuola perché viene ignorata dai suoi fratelli a causa delle condizioni critiche di Charlie.

## Genitori in prestito
- Titolo originale: Of Sound Mind and Body
- Diretto da: Steven Robman
- Scritto da: Lisa Melamed

### Trama
Ancora in ospedale, Charlie chiede a Kirsten se può lasciarle Claudia e Owen nel caso in cui lui morisse. Kirsten vorrebbe allevarli, ma a Paul non piacciono così tanto i bambini. Nel frattempo, Claudia manca da scuola per diverse settimane e la scuola convoca un incontro. Bailey e Julia sono così occupati che non si fanno vedere. Di conseguenza, vengono chiamati i servizi sociali che portano via Claudia e Owen, dopo averli trovati entrambi soli e senza sorveglianza a casa. Claudia dice loro che lei e Owen vengono trascurati, e Julia e Bailey fanno del loro meglio per riaverli. Tutti sono arrabbiati con Claudia per aver saltato la scuola e subito dopo, Charlie, Bailey e Julia iniziano naturalmente a incolparsi a vicenda invece di incolpare se stessi per la situazione difficile in cui si trovano. Julia e Griffin vanno dai servizi sociali, si offrono di prendersi cura di Claudia e Owen e riescono a farseli affidare. Claudia confida a Julia di essere molto depressa e sola. Altrove, Rosalie continua a flirtare con Griffin e lo bacia.

## Lezioni di guida e di vita
- Titolo originale: True or False
- Diretto da: Lou Antonio
- Scritto da: Ellen Herman

### Trama
Claudia riceve aiuto da uno psicologo, il che la porta a chiedere a Charlie di trascorrere più tempo con lei. Lui decide di insegnarle a guidare un'auto in modo che possa ottenere il permesso di studente (una sorta di foglio rosa americano). Nel frattempo, Griffin scopre che non può più combattere la sua crescente attrazione per Rosalie. Julia riscopre il mondo accademico durante un corso di letteratura al college. Intanto, Bailey scopre che Annie ha perso il controllo dopo averla trovata ubriaca nel secondo anniversario della sua sobrietà.

## Un salto nel passato
- Titolo originale: Go Away
- Diretto da: Jan Eliasberg
- Scritto da: Amy Lippman e Christopher Keyser

### Trama
Julia, Bailey e Charlie lasciano la città per recarsi nella loro baita di famiglia sulla Sierra per rilassarsi, mentre Charlie aspetta i risultati del suo ultimo test medico. La fuga dà a Bailey l'opportunità di sfuggire all'enorme bisogno di Annie nei suoi confronti e a Julia di cercare un modo per dimenticare la sospetta infedeltà di Griffin. Di ritorno a San Francisco, Kirsten e Paul si prendono cura di Claudia e Owen. Claudia è convinta che nessuno si preoccupi più di lei e invia alcune domande di iscrizione a scuole straniere. Dopo essere tornata, Julia parla con Griffin di Rosalie. Dopo un litigio con Julia, Griffin si rivolge a Rosalie in cerca di conforto e finisce per dormire insieme a lei. Bailey scopre che Annie è stata costretta ad andare in una clinica di riabilitazione, dopo che Sarah l'ha trovata svenuta nel suo appartamento.

## Crisi di coppia
- Titolo originale: Square One
- Diretto da: Daniel Attias
- Scritto da: P.K. Simonds

### Trama
Charlie decide di organizzare una festa per celebrare la guarigione dal suo cancro, ma tutti hanno qualcos'altro da fare nella data in cui vuole organizzare la festa. Incontra Daphne, una spogliarellista, che gli fa capire che la sua vita dovrebbe cambiare ora che è fuori pericolo. Nel frattempo, Julia vuole ricelebrare il suo matrimonio con Griffin. Lui si sente così in colpa per la sua storia con Rosalie che lascia il lavoro all'officina e alla fine confessa a Julia la sua infedeltà. Bailey e Sarah impazziscono entrambi a fare da babysitter a Natalie mentre Annie è in riabilitazione.
- L'episodio è la prima parte di una storia che prosegue con l'episodio successivo.

## Una possibilità per Bailey
- Titolo originale: Free and Clear
- Diretto da: Steven Robman
- Scritto da: Robin Green e Mitchell Burgess

### Trama
Sarah e Bailey continuano a prendersi cura della figlia di Annie e Sarah si rende conto di provare ancora dei sentimenti per lui. Bailey finalmente ottiene il ripristino della patente di guida e ricambia gli stessi sentimenti romantici di Sarah. Nel frattempo, Julia e Griffin vanno da un consulente matrimoniale, dopo che Julia ha annunciato di aver deciso di iscriversi al college. Joe decide di vendere il ristorante, e la famiglia decide di acquistarlo, perché Bailey si sente pronto a gestirlo. Altrove, uno studente rappresentante di una scuola elementare in visita di nome Jamie Burke mostra interesse per Claudia, ma lei scopre che i genitori di Jamie hanno avuto una rivalità a lungo termine con i suoi defunti genitori.
- L'episodio è la seconda e ultima parte di una storia che inizia con l'episodio precedente.

## Vado a vivere con Annie!
- Titolo originale: Opposites Distract
- Diretto da: Julianna Lavin
- Scritto da: Lisa Melamed

### Trama
Julia si aspetta l'aiuto di Justin per risolvere i problemi del suo matrimonio, ma le cose vanno diversamente. Come ha già fatto in passato (nella seconda stagione), Justin cerca di convincere Julia che Griffin è un perdente, dopo aver scoperto che Griffin ha partecipato a una rissa in un bar a causa della frustrazione per i suoi problemi coniugali. Nel frattempo, Sarah vuole riappacificare Annie e Bailey, quindi decide finalmente di riunirli in modo che risolvano i loro problemi. Charlie si iscrive per apparire in una produzione teatrale nel musical di Daphne. Jamie continua a esprimere un forte interesse per Claudia nonostante lei non ricambi i suoi sentimenti.

## Una visita inaspettata
- Titolo originale: Fools Rush In
- Diretto da: Steven Robman
- Scritto da: Ellen Herman (sceneggiatura), Amy Lippman (soggetto), Christopher Keyser (soggetto) e Julie Margaret Hogben (soggetto)

### Trama
In un raro colpo di fortuna, Griffin vince un viaggio gratuito per il fine settimana a Los Angeles quando scopre di essere il millesimo cliente del supermercato locale. Lui e Julia si avvicinano e la loro relazione sembra essere di nuovo piena d'amore; ma l'idillio risulta essere di breve durata. Nel frattempo, Charlie è infastidito dalla professione di spogliarellista di Daphne e questo crea qualche problema alla loro ritrovata storia d'amore. Il vero shock arriva quando lei ammette di essere incinta dal loro primo rapporto sessuale. Bailey ha profondi dubbi all'idea di andare a vivere con Annie quando riceve una visita inaspettata dal suo ex marito, Jay, che cerca di tornare insieme a lei e alla loro figlia. Claudia è finalmente felice quando Jamie le chiede di andare al suo ballo di fine anno.
- Guest star: John Slattery (Jay Mott).

## Sorprese in famiglia
- Titolo originale: Fools Rush Out
- Diretto da: Michael Engler
- Scritto da: P.K. Simonds (sceneggiatura), Amy Lippman (soggetto) e Christopher Keyser (soggetto)

### Trama
Nel finale della quarta stagione, Sarah confessa a Bailey che lo ama ancora. Bailey decide di lasciare andare Annie in modo che lei e sua figlia possano tornare insieme dal suo ex marito. Dopo che Annie se ne va dal suo appartamento, Sarah e Bailey tornano insieme e fanno l'amore. Nel frattempo, Julia viene accettata all'università di Stanford, facendo sentire Griffin come se lei lo stesse escludendo dal suo ritorno alla vita universitaria. Charlie dice a Daphne che si assumerà la piena responsabilità come padre del suo bambino, se sarà necessario. Jamie porta Claudia al ballo di fine anno della sua scuola, dove finiscono per ballare da soli nel campo da calcio.